# Szylyk
Szylyk (t. Szelek; kaz.: Шілік; ros.: Чилик, Czilik) – rzeka we wschodnim Kazachstanie, lewy dopływ Ili w zlewisku jeziora Bałchasz. Długość - 245 km, powierzchnia zlewni - 4980 km², średni przepływ w dolnym biegu - 32,3 m³/s. Reżim lodowcowo-śnieżny.
Szylyk ma źródła na południowych stokach Zailijskiego Ałatau, skąd płynie na wschód do Kotliny Ilijskiej, następnie okrąża Zailijski Ałatau od wschodu, skręca na północ i uchodzi do Ili dwoma ramionami. U ujścia Szylyk do Ili znajduje się sztuczny Kapczagajski Zbiornik Wodny.